# Monika Kvasničková
Monika Kvasničková (* 10. prosince 1969 Praha) je česká herečka.

## Život
Vystudovala konzervatoř v Praze se zaměřením na herectví, zpěv a tanec. V 6 letech nastartovala účinkování jako herečka, tanečnice a zpěvačka. Vytvořila kolem 60 rolí ve filmech, seriálech, pohádkách, na divadle i v muzikálech, dabingu i reklamách. (seriál My všichni školou povinní, Let the sunshine, Hříchy pro pátera Knoxe, Pojišťovna štěstí, The Immortal, filmy Prázdniny pro psa, Čekání na Patrika, Maigret Comissario, O život, Muž, který se směje, muzikály Pomáda, Kráska a zvíře…)
Má dva syny.
Po revoluci se začala věnovat malování, grafice, designu a cestování. Realizovala výstavy v Los Angeles, Londýně i v Praze, malovala plážové bary v Indii, vytvářela návrhy kostýmů i plakátů pro divadlo i film. Se svým manželem Pinem produkovala akce a festivaly pro děti (Oranžový den – aneb den plný pomerančů), ilustrovala knížku pro děti (Říkanky z džungle). Inspirována mladším synem je Monika autorkou projektu TV-netového projektu a dětského seriálu o snech s názvem „Průzkumníci nočních snů“, na kterém pracuje jako scenáristka, výtvarnice a lektorka.
Už čtvrtým rokem [kdy?] provozuje filmovou školu nazvanou „Před a Za kamerou“. Tento záhadný název symbolizuje myšlenku školy. Ten, kdo do školy přijde s úmyslem hrát ve filmu, si vyzkouší i ostatní filmové obory před i za kamerou a tak zjistí, která dovednost mu nejvíce vyhovuje. Kromě dětského herectví zde můžete studovat také základy režie, kamery, dramaturgie, ale i triků nebo animace. Monika tak předává své bohaté zkušenosti dětské herečky dalším generacím. V současné době chystají natáčení unikátní pohádky, ve které bude mnoho filmových triků a také více než 40 postav.

## Filmografie
- Aftermath – 2017
- Britannia – 2017
- Zookeeper's wife – 2016
- Muž, který se směje – 2012
- O život – 2008
- Smutek paní Šnajderové – 2008
- To nevymyslíš! – 2006
- Pojišťovna štěstí – 2004
- Waterloo po česku – 2002
- Vražedná přehlídka – 2000
- Znásilnění – 2000
- Cesta bez průvodce – 1999
- Láska krvácí – 1999
- Markétin zvěřinec – 1998
- Zámek v Čechách – 1993
- Hříchy pro pátera Knoxe – 1992
- Ta naše písnička česká II. – 1990
- Čekání na Patrika – 1988
- Útěk ze seriálu – 1998
- Stíny a šepoty jezera – 1987
- Krajina s nábytkem – 1986
- Honza a tři zakleté princezny – 1984
- My všichni školou povinní – 1984
- Pánská jízda – 1983
- Zakázaný výlet – 1981
- Žlutý kvítek – 1981
- Prázdniny pro psa – 1980
- Kam uhnout očima – 1977